# Taste the Waste
Taste the Waste (englisch, deutsch Koste den Abfall) ist ein deutscher Dokumentarfilm aus dem Jahr 2011 von Valentin Thurn über den Umgang der Industriegesellschaften mit Nahrungsmitteln und die globalen Ausmaße von Lebensmittelabfall.

## Inhalt
In Wien begleitet die Kamera zwei Mülltaucher, die in Abfalltonnen nach essbaren Lebensmitteln suchen und damit ihren Bedarf an Lebensmitteln zu 90 Prozent aus weggeworfener Ware decken. Sie machen das nicht, weil sie bedürftig sind, sondern sehen das als Lebenseinstellung und Zeichen gegen die Verschwendung.
Ein einzelner Supermarkt in Frankreich wirft jedes Jahr rund 500 Tonnen Lebensmittel weg, in einem Markt in Japan gibt man das Haltbarkeitsdatum sogar in Stunden an und wirft pauschal alle Produkte im gesamten Markt mit dem vorletzten Haltbarkeitsdatum weg. Eine Untersuchung in Österreich hat ermittelt, dass dort ein Supermarkt täglich etwa 45 kg genießbare Lebensmittel wegwirft.
In der gesamten EU werden jedes Jahr rund 90 Millionen Tonnen Lebensmittel weggeworfen, was in LKWs geladen etwa einer Kolonne einmal um den Äquator entsprechen würde. Davon sind etwa drei Millionen Tonnen Brot, womit man ganz Spanien ernähren könnte.
Ein Bauer in Deutschland muss bei der Kartoffel-Ernte rund 50 Prozent der Kartoffeln bereits auf dem Feld aussortieren und unterpflügen, da sie nicht dem Industrie-Standard in Form oder Aussehen entsprechen, obwohl es sonst beste Kartoffeln wären.
Ein Sprecher der EU-Kommission für Landwirtschaft und ländliche Entwicklung widerlegt das Gerücht, dass die EU daran schuld wäre, dass der Krümmungsgrad von Gurken festgelegt wurde. Vielmehr wurde die EU von den Handelskonzernen dazu gezwungen eine Gurken-Norm einzuführen, da diese gerade Gurken einfacher verpacken und im Supermarkt aufreihen wollten. Als die EU einen Vorstoß unternahm, die Gurken-Norm abzuschaffen, hat sich das deutsche Landwirtschaftsministerium auf Druck des Handels dagegen gewehrt. Obwohl die Norm inzwischen gestrichen wurde und niemandem verboten wird, krumme Gurken zu verkaufen, findet man in der Praxis keine, da den Händlern gerade Gurken besser in ihre genormten Kisten passen.
Der Handel interessiert sich nicht für die Landwirtschaft oder natürlich gewachsene Früchte, sondern zwingt die Bauern, exakt gleichaussehende Produkte zu ernten. So gibt es Farbtabellen für Früchte oder wird die Farbe einer Tomate per Computer gescannt und diese aussortiert, falls das Rot etwas heller oder dunkler als vorgeschrieben ist.
In den USA hat man Lebensmittel-Kooperationen geschaffen, die Bio-Produkte unter Umgehung des Handels über einen Markt direkt an die Verbraucher vertreiben. So können Mitglieder für nur 50 US-Cent pro Tag soviel Obst und Gemüse mitnehmen wie sie wollen.
Eine deutsche Bäckerei zeigt, wie sie ihre nichtverkauften Brote inzwischen zum Heizen ihrer Backöfen verwendet. Da Brot einen ähnlich hohen Heizwert wie Holz hat, würde man mit rund vier Tonnen alter Brote etwa 900 Liter Heizöl einsparen.
Bei der Entsorgung von organischem Abfall in Mülldeponien entsteht auf den Halden Methan, das 25-mal so schädlich wie das Treibhausgas CO2 ist und in die Atmosphäre entweicht. Bei der Kompostierung von organischem Abfall wäre die Belastung schon deutlich geringer und bei der Verwertung in einer Biogasanlage kann aus dem Müll noch Energie gewonnen werden. Allein der Lebensmittel-Müll produziert rund 15 Prozent der globalen Methan-Emission. Würde man den Lebensmittel-Müll nur halbieren, würde dies ungefähr ebenso viele Klimagase verhindern, wie die Stilllegung von 50 Prozent aller Autos.
In einem Großmarkt in Frankreich werden 8,5 Tonnen Orangen vernichtet, da man sich nicht die Mühe machen möchte, die einzelnen überreifen Früchte aus den Kisten auszusortieren.
In Frankreich ärgert sich eine Mitarbeiterin aus Kamerun darüber, dass aus ihrem Land Bananen zehntausende Kilometer nach Europa geflogen werden, nur um sie hier wegzuwerfen, während sich in Kamerun viele Menschen selber keine Bananen leisten können, weil sie dort wegen der Nachfrage aus Europa so teuer sind. Auch werden wegen der großen Produzenten, die ihre Ware nach Europa exportieren, Kleinbauern zwangsenteignet.
Da es in der EU z. B. im Gegensatz zu Japan verboten ist, Speisereste und Supermarktabfälle als Tierfutter zu nutzen, müssen für Tierfutter 5 Millionen Tonnen Getreide zusätzlich angebaut werden, was ungefähr der gesamten Ernte von Österreich entspricht.
Das Wegwerfen von Lebensmitteln führt zudem zu einer Verknappung der Güter und Erhöhung der Preise und verstärkt somit indirekt auch den Hunger auf der Welt. Allein mit den Lebensmitteln, die in Europa und Nordamerika weggeworfen werden, könnten alle Hungernden der Welt dreimal satt werden.

## Hintergrund
- Der englische Titel wurde wegen der Doppelbedeutung von waste gewählt, was sowohl „Abfall“ als auch „Verschwendung“ bedeuten kann.[1] In den DVD-Extras verweist Valentin Thurn als praktisches Beispiel zum Mitmachen auf das sogenannte „Window-Gardening“ zum Anbau von Kräutern und Gemüse in der eigenen Wohnung.[2][3]
- Begleitend zum Kinostart fanden Aktionstage statt, bei denen etwa Köche auf öffentlichen Plätzen Essen verteilten, welches komplett aus aussortierten Lebensmitteln gekocht wurde.[4]
- Die Uraufführung fand am 18. Februar 2011 im Rahmen der Reihe „Kulinarisches Kino“ der Berlinale 2011 statt. Kinostart in Deutschland war am 8. September 2011. Am 20. April 2012 wurde der Film auf DVD und Blu-Ray veröffentlicht.
- Vor seinem Kinofilm produzierte Valentin Thurn für das Fernsehen die 44-minütige Dokumentation Frisch auf den Müll, die erstmals am 20. Oktober 2010 in der ARD ausgestrahlt wurde und in einer Kurzfassung von 29 Minuten auch in den dritten Programmen der ARD unter dem Titel Essen im Eimer gesendet wurde. Darüber hinaus wurde eine internationale Fassung für ausländische Fernsehsender mit 55 Minuten Laufzeit produziert.

## Kritiken
„Thurns Film vermeidet den erhobenen Zeigefinger und schildert mit großer Ruhe die verstörende Verschwendung von Lebensmitteln in der westlichen Welt. Geschickt montiert aus vielen kleinen Interview-Episoden und Momentaufnahmen gelingt Thurn eine vielschichtige Dokumentation.“

„Wir leben in einer Welt der Extreme mit Überfluss und Hunger, Verschwendung und Mangel. Was Lebensmittel mit dem Klimawandel, dem Kampf um Land und Getreidepreise zu tun haben, zeigt der Dokumentarfilm ‚Taste the Waste‘ von Valentin Thurn. Facettenreich und sachlich beschreibt der Film Zusammenhänge und unternimmt eine Reise, die viele Fakten vermittelt und den Zuschauer mitunter staunend zurücklässt.“

„Die Wertschätzung gegenüber unserer Nahrung geht durch einen grenzenlosen Zugang verloren. Der Film ‚Taste the Waste‘ nimmt sich dieses Themas an und beeindruckt durch die gekonnte Aufarbeitung von Fakten, seine schockierenden Bilder und die Ermutigung, dass es aus der Misere einen Weg gibt.“

„Taste the Waste veranschaulicht nicht nur das Ausmaß und die Etablierung von Lebensmittelverschwendung als Praxis mit globalen Konsequenzen, sondern entfaltet sein Potenzial im Aufzeigen von subversiven Alternativen, die Mut auf Veränderung und Eigeninitiative machen.“

## Auszeichnungen
- Umwelt-Medienpreis 2011 der Deutschen Umwelthilfe
- Hoimar-von-Ditfurth-Preis 2011 (beste journalistische Leistung (zusammen mit dem Film „Radioaktive Wölfe“)) der  Deutschen Umwelthilfe
- „Goldene Zwiebel“ 2011 Publikumspreis als bester Dokumentarfilm des Kommunalen Kinos in Esslingen
- Publikumspreis 2011 (dritter Platz beim Wunschfilm-Wettbewerb) der Thüringer Allgemeinen Zeitung
- Nominierung für den International „Gold Panda“ Award 2011 als bester langer Dokumentarfilm in der Kategorie Natur und Umwelt, Sichuan TV Festival, China
- Grand Prix, International Festival of Ecology and Environment Protection Films beim Marele Premiu Eco Fest Oradea, Rumänien 2011
- Plaquette of the International Scientific Film Festival, Szolnok, Ungarn 2011
- Ehrenvolle Anerkennung in der Kategorie Umwelt beim Sun Child Festival 2011, Armenien
- GRAND PRIX EKOTOPFILM beim „Prize of the Government of the Slovak 38th International Festival of Sustainable Development Films“, Slowakische Republik
- Dokumentarfilmpreis beim 37. EKOFILM International Film Festival on the Environment and Natural and Cultural Heritage, Tschechische Republik
- „Bester Film“ beim ATLANTIS Natur und Umweltfilmfest Wiesbaden
- Erster Preis in der Umweltsektion beim ImagéSanté Festival, 2012, Liège, Belgien